# Engelbert II. Goriški
Goriški grof Engelbert II.  († 13. / 16. januarja okoli 1189) je izhajal iz družine  Majnhardincev.

## Življenje
Njegova starša sta bila  grof Majnhard I. Goriški in Elizabeta (Eliza) Schwarzenburška, hči grofa  Majnhard Schwarzenburški (Bavarska) in njegove žene Petrise. Engelbert je bil prvič omenjen maja 1132 kot grof z  gradu Eberstein (Svinec)  na Koroškem.  Okoli leta 1137 se je pojavil kot odvetnik (vogt) benediktinske opatije Milštat na Koroškem. Bil je tudi odvetnik  cerkve v Ogleju in po dokumentu iz leta 1146–1161 tudi odvetnik (vogt) tamkajšnjega benediktinskega samostana Sv. Marije. Njegova žena je bila Adelheid Dachauska, hči grofa Ota I. Dachauskega, iz stranske linije grofov Scheyern-Wittelsbach.  Engelbert je v zakonu z Adelheid imel dva sinova, Majnharda II. in Engelberta III. Goriškega. Po smrti svojega očeta Majnharda I. okoli leta 1142 je vladal skupaj z bratom grofom  Henrikom I. Goriškim,  pri čemer je bil ta bolj aktiven na jugu njunih gospoščin. Po Henrikovi smrti (oktobra 1148/49) je vladanje nadaljeval sam. Očitno je pogosto zlorabil svojo funkcijo advokata in sodnega izvršitelja oglejske cerkve pod patriarhom Pelegrinom. Obstajajo poročila o nezakonitih odvzemih in opustošenjih na območju patriarhata.   Na enem od zasedanj patriarhove kurije, ki ga je za ta dejanja obsodila, je Engelbert patriarha napadel in ga imel v ujetništvu. Ob takšni drznosti so posegli okoliški plemiči in grofje in postavili goriške pred razsodišče. Po pogodbi iz Ramuscella z dne 21. aprila 1150 je moral Engelbert patriarhatu plačati veliko škodo, v primeru smrti brez dediča priznati prenos posesti na patriarhat in patriarhu priseči zvestobo.  Grof Engelbert II. se zadnjič pojavi 5. septembra 1186, in potem morda še skupaj s sinom Majnhardom II. leta 1188 v dokumentu oglejskega patriarha. Umrl je okoli leta 1189, glede na zapise v več knjigah mrtvih okoli 13/16. januarja. 

Okoli leta 1186 je ostareli Engelbert II. s sinovoma po ženini strani po smrti Majnharda Šumberško-Črnograjski (Schönberg/Schwarzenburg) (imenovan po Črnemgradu pri Pazinu), ki je umrl brez moških potomcev, podedoval gradova in gospostvi Pazin v notranji Istri in Šumberk pri Žužemberku, ki sta kasneje postale glavne posesti Istrske veje Goriških grofov. Gospostvo z gradom Pazin je imelo posesti tudi Tinjan in Kaščergo. To je bila osnova za oblikovanje Pazinske grofije ali Istrske grofije. Goriški grofje so si včasih dodali tudi predikat "Istrski grofje". Sčasoma so Goriški grofje imeli v lasti tudi Završje, Momjan, Sovinjak, Lupoglav, Tinjan, Kršan, Kožljak, Žminj, Višnjan, Vižinado in nekaj posesti ali pravic v Motovunu, Lovreču in Taru.

Sinova Engelberta II. sta na družinski posesti vladala skupaj. Goriškega grofa Engelberta II. včasih pomotoma imenujejo tudi kot palatinskega grofa.

## Potomci
Njegova žena je bila grofica Adelheid Dachauska, hči grofa Ota I. Dachauskega, iz stranske linije grofov Scheyern-Wittelsbach. V zakonu sta imela tri otroke:
- Engelbert III. (*1186 † 1220), Goriški grof in odvetnik Opatije Milštat na Koroškem
- Majnhard II. "Starejši" (* ok. 1158 – 1231), Goriški grof in prošt v Ogleju
- Beatrica Goriška, nuna v Ogleju

| Engelbert II. Goriški Majnhardinci Umrl: 1 april 1191 |                        |                           |
| Predhodnik: Henrik II.                                | Goriški grof 1150–1191 | Naslednik: Engelbert III. |